# Portland (Pensilvânia)
Portland é um distrito localizado no estado norte-americano de Pensilvânia, no Condado de Northampton.

## Demografia
Segundo o censo norte-americano de 2000, a sua população era de 579 habitantes.
Em 2006, foi estimada uma população de 571, um decréscimo de 8 (-1.4%).

## Geografia
De acordo com o United States Census Bureau tem uma área de
1,4 km², dos quais 1,3 km² cobertos por terra e 0,1 km² cobertos por água. Portland localiza-se a aproximadamente 109 m acima do nível do mar.

## Localidades na vizinhança
O diagrama seguinte representa as localidades num raio de 12 km ao redor de Portland.